# Katherine Rodríguez
Katherine Julissa Rodríguez Peguero, född 18 december 1991 i Santiago de los Caballeros, är en dominikansk taekwondoutövare.

## Karriär
I juli 2010 tog Rodríguez silver i 67 kg-klassen vid centralamerikanska och karibiska spelen i Mayagüez efter en finalförlust mot puertoricanska Asunción Ocasio. I oktober 2011 tog hon brons i 67 kg-klassen vid panamerikanska spelen i Guadalajara. I oktober 2012 tog Rodríguez silver i +73 kg-klassen vid panamerikanska mästerskapen i Sucre efter en finalförlust mot mexikanska Guadalupe Ruiz López. I november 2013 tog hon guld i +73 kg-klassen vid bolivarianska spelen i Trujillo efter att ha besegrat colombianska Jessica Bravo i finalen.
I september 2014 tog Rodríguez sitt andra silver i +73 kg-klassen vid panamerikanska mästerskapen i Aguascalientes efter en finalförlust mot mexikanska Briseida Acosta. I juni 2016 tog hon guld i +73 kg-klassen vid panamerikanska mästerskapen i Querétaro efter att ha besegrat amerikanska Jackie Galloway i finalen. I augusti 2016 tävlade Rodríguez i +67 kg-klassen vid OS i Rio de Janeiro, där hon blev utslagen i den första omgången mot marockanska Wiam Dislam.
I juli 2018 tog Rodríguez guld i +73 kg-klassen vid centralamerikanska och karibiska spelen i Barranquilla efter att ha besegrat mexikanska Briseida Acosta i finalen. I juni 2021 tog hon brons i +73 kg-klassen vid panamerikanska mästerskapen i Cancún. Följande månad tävlade Rodríguez i +67 kg-klassen vid OS i Tokyo. Hon besegrade turkiska Nafia Kuş i åttondelsfinalen men förlorade sedan mot sydkoreanska Lee Da-bin i kvartsfinalen. Eftersom Lee gick till final fick Rodríguez en ny chans i återkvalet där det dock blev förlust mot ivorianska Aminata Traoré.
I maj 2022 tog Rodríguez brons i +73 kg-klassen vid panamerikanska mästerskapen i Punta Cana. I oktober 2023 tog hon guld tillsammans med Madelyn Rodríguez och Mayerlin Mejía i lagtävlingen vid panamerikanska spelen i Santiago.